# Peter Sjögren
Peter Johan Spanheimer Sjögren, född 9 mars 1983 i Vrigstads församling i Jönköpings län, är en svensk innebandymålvakt. Wrigstad IBK fostrade Sjögren som sedan 2004 spelar i Warberg IC. Han är en av Innebandysveriges stora profiler och har haft en framträdande roll i Warbergs framgångar. På meritlistan står 3 SM-guld, 1 EC-guld, 1 VM-guld, 1 JVM-guld. 2010 vann han guldmasken efter att ha haft bäst snittbetyg (av innebandymagazinet) under hela året.